# 庆云寺 (肇庆)
肇庆庆云寺，又称“万寿庆云寺”，位于广东省肇庆市鼎湖山中部偏东的⼭⾕中，座⻄⾯东，环境幽静，古⽊参天，具有浓重的东⽅建筑艺术特⾊，是⼴东四⼤名刹之⼀，也是⼴东⾃然环境最好的寺庙。是汉族地区佛教全国重点寺院之一。

## 简介
庆云寺以莲花庵的基础上扩建，明崇祯六年（1633年），在犄和尚来到莲花峰结草为庵，取名莲花庵。后栖壑大师应邀到莲花庵当住待，并随即大兴土木，把缓坡削成七级，倚山势构筑五层殿宇，计有大小殿堂百间，建筑面积上万平方米。现存清初平南王尚可喜赐“王椅”，历经朝代更迭，仍不失风范。光绪十九年慈禧太后敕赐“万寿庆云寺”牌匾，并赠《龙藏经》、《释迦事迹应化图》。孙中山曾游览该寺并留墨“众生平等，一切有情”。
庆云寺地成七级，倚⼭势构筑五层殿宇，计有⼤⼩殿堂100多间，建筑⾯积12000平⽅⽶，规模宏⼤。庆云古刹，质朴⽽宽宏，庄严⽽典雅，雄伟⽽肃穆，以其独特的东⽅建筑艺术⻛格⽽闻名中外。寺内，⽂物古迹甚丰，如舍利⼦、千⼈镬、⼤铜钟、⽩茶花树、平南王⼤法座、《碛砂藏经》、百梅诗碑、梅花图碑刻，慈禧太后的"敕赐万寿庆云寺"牌匾等，都以其神奇的魅⼒，吸引着⽆数游客。庆云寺已被列为中国142个重点对外开放寺庙之⼀。